# Чањево
Чањево је насељено место у саставу општине Високо у Вараждинској жупанији, Хрватска. До територијалне реорганизације у Хрватској налазило се у саставу старе општине Нови Мароф.

## Становништво
На попису становништва 2011. године, Чањево је имало 184 становника.

## Попис1991.
На попису становништва 1991. године, насељено место Чањево је имало 276 становника, следећег националног састава:
| Попис 1991.‍ | Попис 1991.‍ | Попис 1991.‍ | Попис 1991.‍ | Попис 1991.‍ |
| ----------- | ----------- | ----------- | ----------- | ----------- |
|             |             |             |             |             |
| Хрвати      | Хрвати      |             | 276         | 100%        |
| укупно: 276 |             |             |             |             |